# Zdeněk Pištora
Zdeněk Pištora (* 12. prosince 1963 Kolín) je český politik a pedagog, v letech 2002 až 2004 a opět od roku 2014 starosta města Postoloprty na Lounsku, nestraník. Od roku 2023 místopředseda Svazu měst a obcí České republiky.

## Život
V roce 1982 absolvoval Gymnázium Kolín. V témže roce začal studovat Pedagogickou fakultu Plzeň – učitelství všeobecně vzdělávacích předmětů pro 2. a 3. stupeň, aprobace tělesná výchova – zeměpis. Zde promoval v roce 1987.
Učitelskou praxi začal v roce 1988 na Střední průmyslové škole Příbram. V letech 1994 až 1996 učil na Základní škole Teplice a v letech 1996 až 2002 byl zástupcem ředitele na Základní škole Postoloprty. Mezi roky 2005 a 2008 učil na Základní škole Louny a v letech 2008 až 2014 na Základní škole Postoloprty. Po volbách do zastupitelstev obcí v roce 2014 byl zvolen starostou města Postoloprty.
Je podruhé ženatý, z prvního manželství má syna Martina (*1989) a dceru Lucii (*1986). S druhou manželkou Zuzanou (*1973) má syna Jana (*2014) a nevlastního syna Lukáše (*1998).

## Politické působení
V roce 2019 se stal členem Trikolora hnutí občanů, do té doby nebyl členem žádné politické strany. Od roku 2019 do února 2021 byl předsedou Místní organizace Trikolory Postoloprty, která byla založena jako první MO této strany v Ústeckém kraji. Od roku 2020 do února 2021 byl členem Krajské rady Trikolory  Ústeckého kraje. K 31. 12. 2021 ukončil členství v Trikoloře, od 1. 1. 2022 není členem žádné politické strany ani hnutí.
V politice je aktivní od roku 1998 – ve volbách do zastupitelstev obcí byl zvolen do zastupitelstva města Postoloprty, zároveň se stal členem Rady města Postoloprty (Sdružení nezávislých kandidátů).
V komunálních volbách 2002 byl opětovně zvolen (za Sdružení nezávislých kandidátů) do zastupitelstva města Postoloprty a na ustavujícím zasedání byl zvolen starostou města. V roce 2004 byl z funkce odvolán, zároveň se též vzdal mandátu zastupitele.
Ve volbách do zastupitelstev obcí 2014 byl znovu zvolen za své nezávislé sdružení Občané pro město a venkov. Jeho sdružení ve volbách zvítězilo, on sám taktéž obdržel nejvíce hlasů ze všech kandidátů. Na ustavujícím zasedání 18. listopadu 2014 byl zvolen starostou města Postoloprty.
V následujících komunálních volbách 2018 kandidoval opět se svým sdružením Občané pro město a venkov. I v těchto volbách se on i jeho sdružení stali vítězi voleb – s ještě výraznějším rozdílem, než v období minulém. 31. října na ustavujícím zasedání byl opět zvolen starostou města Postoloprty.
Ve volbách do zastupitelstev obcí 2022 opět kandidoval se stejným sdružením jako v minulosti, tedy Občané pro město a venkov. Opět obdržel nejvíce hlasů ze všech kandidátů, sdružení, které vedl získalo 44,98 % hlasů, tedy nejvíce v dosavadní polistopadové historii města. Ustavující zasedání nového zastupitelstva se konalo 19. října 2022. Na něm byl opětovně zvolen starostou města Postoloprty pro následující volební období 2022 - 2026.

### Činnost v jiných organizacích
Od roku 2015 je činný ve Svazu měst a obcí ČR. Na celostátním XIX. Sněmu SMO ČR v roce 2023 byl zvolen předsedou Komory měst a následně členem předsednictva a také místopředsedou SMO ČR. 
- místopředseda SMO ČR[30] od roku 2023
- předseda Komory měst SMO ČR[29] od roku 2023

- člen Rady Svazu měst a obcí (SMO)[31] od roku 2015
- člen Předsednictva Komory měst SMO[32] od roku 2015
- člen Školské komise SMO[33] 2015 až 2023
- předseda Sportovní komise Euroregionu Krušnohoří[34] od roku 2015
- člen Regionální stálé konference Ústeckého kraje[35]

### Senátní a krajské volby 2020 a Volby do PS PČR 2021
Ve volbách do Senátu PČR v roce 2020 kandidoval za hnutí Trikolóra v obvodu č. 6 – Louny. Se ziskem 4,16 % hlasů skončil na 8. místě a do druhého kola nepostoupil.
Za hnutí Trikolóra rovněž kandidoval v krajských volbách v roce 2020 do Zastupitelstva Ústeckého kraje, a to na 4. místě kandidátky.
Účastnil se i voleb do PS PČR v roce 2021 na kandidátce Trikolóry s pořadovým číslem 23